# Sankt Michaels Kirke (Hildesheim)
 For alternative betydninger, se Sankt Michaels Kirke. (Se også artikler, som begynder med Sankt Michaels Kirke)
Sankt Michaels Kirke i Hildesheim i den tyske delstat Niedersachsen, er bygget i ottoniansk (før-romansk) stil .

## Historie
Kirken blev opført mellem 1010 og 1020 under biskop Bernward af Hildesheim på et symmetrisk plan med to apsisser som var karakteristisk for den ottoniansk-romanske arkitektur i Stamhertugdømmet Sachsen. Efter renoveringer og udvidelser i det ellevte, tolvte og fjortende århundrede blev kirken fuldstændig ødelagt i et luftangreb 22. marts 1945. Kirken blev genopbygget fra 1950 til 1960. Michaelskirken er fra 1985 sammen med Hildesheim Domkirke på UNESCOs liste over verdens kulturarv.
Et mindefrimærke på 2,20 euro blev udgivet 2. januar 2010 og i 2014 blev kirken motiv på bagsiden af en tysk 2 euro mindemønt.

## Arkitektur
Interiøret, særlig trætaget med den malede stukkatur og kristussøjlen i bronze med relieffer fra kristi liv er værdifulde eksempler fra de romanske kirker i det tysk-romerske rige.